# اومبرتو ماسیمو لاتوکا
اومبرتو ماسیمو لاتوکا (انگلیسی: Umberto Massimo Lattuca؛ زادهٔ ۱۴ آوریل ۱۹۵۹) بازیکن فوتبال اهل ایتالیا است.
از باشگاه‌هایی که در آن بازی کرده‌است می‌توان به باشگاه فوتبال لاتینا، باشگاه فوتبال آ.اس. رم، باشگاه فوتبال فروزینونه، و باشگاه فوتبال روبور سیه‌نا اشاره کرد.